# Shot of Love
Shot of Love je jednadvacáté studiové album amerického písničkáře Boba Dylana. Vydáno bylo v srpnu roku 1981 společností Columbia Records. Jde o poslední z Dylanovy trilogie křesťansky laděných alb. Na produkci písní se spolu s Dylanem podíleli Chuck Plotkin a Robert Blackwell.

## Seznam skladeb
Autorem všech písní je Bob Dylan.
| Pořadí | Název                                  | Délka |
| ------ | -------------------------------------- | ----- |
| 1.     | Shot of Love                           | 4:18  |
| 2.     | Heart of Mine                          | 4:29  |
| 3.     | Property of Jesus                      | 4:33  |
| 4.     | Lenny Bruce                            | 4:32  |
| 5.     | Watered-Down Love                      | 4:10  |
| 6.     | The Groom's Still Waiting at the Altar | 4:04  |
| 7.     | Dead Man, Dead Man                     | 4:03  |
| 8.     | In the Summertime                      | 3:36  |
| 9.     | Trouble                                | 4:32  |
| 10.    | Every Grain of Sand                    | 6:12  |

## Obsazení
- Bob Dylan – zpěv, kytara, harmonika, perkuse, klavír, klávesy
- Carolyn Dennis – zpěv, doprovodné vokály
- Steve Douglas – saxofon
- Tim Drummond – baskytara
- Donald „Duck“ Dunn – baskytara
- Jim Keltner – bicí
- Clydie King – zpěv, doprovodné vokály
- Danny „Kootch“ Kortchmar – kytara
- Regina McCrory – zpěv, doprovodné vokály
- Carl Pickhardt – klavír
- Madelyn Quebec – zpěv, doprovodné vokály
- Steve Ripley – kytara
- William D. „Smitty“ Smith – varhany
- Ringo Starr – bicí
- Fred Tackett – kytara
- Benmont Tench – klávesy
- Ron Wood – kytara
- Monalisa Young – zpěv